# MG L-type
La MG type L est une voiture de sport produite par la marque anglaise MG entre 1933 et 1934. 
Cette voiture de sport 2 portes utilise une version plus petite du moteur 6 cylindres à arbre à cames en tête, à flux transversal qui a désormais une cylindrée de 1086 cm³, l'alésage est de 57 mm, la course de 71 mm et produit 41 cv (31 kW) à 5500 tr/min. Il était déjà monté dans la Wolseley Hornet de 1930 et la MG F-type Magna de  1931. La propulsion aux roues arrière se fait par l'intermédiaire d'une boîte à quatre vitesses non-synchronisées. Le châssis est une version plus étroite de celui utilisé dans la K-type avec suspension par ressorts semi-elliptiques aux quatre roues avec des essieux avant et arrière rigides. 
La voiture a un empattement de 94 pouces (2388 mm) et une voie de 42 po (1067 mm). 
Les freins, qui étaient les mêmes que dans la J2, sont actionnés par des câbles, avec des tambours de 12 pouce (304,8 mm) aux quatre roues.
La carrosserie conserve le radiateur en pente vu sur la F-Type, mais la voiture a maintenant des ailes pleine longueur, et la quatre places a des portes coupées.
La L1 est la quatre-places en version berline et coupé et la L2 est la 2 places. Le coupé, ou Continental Coupé comme on l'appelait, était disponible dans certaines couleurs deux-tons très frappantes, mais se vendait très lentement, et les 100 qui furent assemblées sont restées disponibles pendant un long moment après que le reste de la gamme soit vendu. Comme rareté, elle est maintenant une voiture fort recherchée. La carrosserie de la petite berline ou "salonette" n'a pas été faite par MG, mais achetée chez Abbey.
La L-Type connut de nombreux succès en compétition, avec des victoires à l'Alpine Trial et à la course de relais de Brooklands en 1933.
Neuves, une randonneuse L1 coûtait £299 et un Continental Coupé £350.